# Gaedonea
Gaedonea é um gênero de traça pertencente à família Arctiidae.